# عباس بوصفوان
عباس بوصفوان عباس بوصفوان صحافي وكاتب بحريني، من مواليد قرية سماهيج في مدينة المحرق، في 30 أبريل 1972. قضى معظم حياته في بلده البحرين، وهاجر في أبريل 2011، على وقع تطبيق قانون الطوارئ في البلاد الذي فرضته حكومة البحرين للنيل من اعتصامات دوار اللؤلؤة الحاشدة، وهو مقيم في المملكة المتحدة منذ مايو 2011.

## تاريخه المهني
احترف العمل الصحافي في 2002، كمحرر للشئون السياسية والبرلمانية ثم رئيسا لقسم المحليات في صحيفة الوسط، ترأس تحرير صحيفة أسواق الأسبوعية الاقتصادية، كما عمل نائبا لمدير التحرير في صحيفة الأيام. يرأس حاليا مركز البحرين للدرسات في لندن BCSL.
ويعمل مقدما للبرامج في قناة نبأ الفضائية، وينشر مقالات في عدد من الصحف العربية، وهو ضيف في المحطات التلفزيونية للتعليق على الأحداث.
نشر مقالات في صحف البحرين الرئيسية: الوسط، الوقت، الأيام، ومرآة البحرين، البحرين اليوم، كما نشر مقالات في صحف عربية، مثل الأخبار اللبنانية، القدس العربي، والبيان الإماراتية. ويمكن اعتبار مقالاته وتحليلاته مرجعا لحقبة مهمة عاشتها البحرين.
بين 1994 _ 2002، كان معلما في مدارس وزارة التربية والتعليم قبل أن يلتحق بمهنة الصحافة.

## اهتماماته
كتب بوصفوان عن القضايا السياسية والحزبية والبرلمانية والدستورية، خصوصا في الفترة الأولى من عمله الصحافي، كما أولى اهتماما بدراسة سلوك عائلة آل خليفة الحاكمة في البحرين، ويعتقد أن هناك نقصا معرفيا لدى الرأي العام والمعارضين لتركيبة عائلة آل خليفة ومراكز القوى فيها. ويرى بوصفوان أن المركز الرئيسي للسلطة انتقل منذ 2001 إلى الملك حمد وطاقمه من الخوالد. وركز بوصفوان تحليلاته لفهم تموضع ولي عهد البحرين سلمان بن حمد آل خليفة، وكتب عما يسميه الصراع المكتوم ومستقبل ولاية العهد في البحرين. ويرى أن ولي العهد أمين لنهج والده، وليس لديه برنامج خاص، وقد يكون هذا أمر معتاد في الملكيات المطلقة، لذا فإن شعار «مات الملك عاش الملك» قد ينطبق على ولي العهد البحرين بعد رحيل والده، لكن ذلك لن يحيله حاكما مطلقا بسهولة، كما حال والده، وعمه خليفة بن سلمان آل خليفة الذي كان حكم البحرين إبان عهد أول أمير خليفي حكم البحرين بعد الاستقلال، وهو عيسى بن سلمان آل خليفة، ويتساءل بوصفوان كثيرا عن سبب إبعاد الملك حمد لابنه ولي العهد عن المؤسسة العسكرية.

## كتبه
ألّف كتاب:
- بنية الاستبداد في البحرين: قراءة في توازنات النفوذ في العائلة الحاكمة في البحرين. وتقارن فصول الكتاب بين الإجراءات التي قام بها ملك البحرين حمد بن عيسى آل خليفة، وتلك التي قام بها عمه رئيس الوزراء خليفة بن سلمان آل خليفة، في محاولة لاختبار الفرضية التالية: الملك حمد يتحمل المسؤولية التاريخية عن التدهور الحاصل في البحرين، وليس رئيس الوزراء، الذي هو شخصية دكتاتورية، على أي حال. ويخلص بوصفوان للقول بأن رئيس الوزراء ـ السيئ الصيت - لم يكن المسؤول عن المسار الذي سلكته البحرين منذ تولى فيها الملك حمد مقاليد الحكم وزمام المبادرة في البلاد، وأدت سياساته الاستبدادية إلى انطلاق الربيع العربي في البحرين في 2011.

## تأسيس الوفاق
عباس بوصفوان واحد من مئة ناشط بحريني، أسسوا جمعية الوفاق الوطني الإسلامية، أكبر حزب سياسي في البحرين، وكان عضوا في عدد من لجانها، وعضو أول مجلس شورى معين فيها، وعضو أول مجلس شورى منتخب. لكنه ابتعد عن العمل الحزبي منذ 2006 وتفرغ لعمله الصحافي والبحثي.

## مركز البحرين للدراسات في لندن
أسس عباس بوصفوان وعدد من الناشطين مركز البحرين للدراسات في لندن في مايو 2012، مع تنامي الحديث عن مملكة البحرين والتحديات التي تواجهها مع تزايد حدة الأزمة السياسية فيها منذ 14 فبراير 2011، حين برزت البحرين كإحدى انتفاضات الربيع العربي.
لقد طرح ذلك أسئلة جوهرية عن الحالة البحرينية وتعقيداتها، رغم كونها تعيش وسط دول محافظة و”هادئة”، كما توصف. وقد شجع الاهتمام الدولي بأحداث البحرين، وكذا نقص المعرفة بها، إلى تأسيس “مركز البحرين للدراسات في لندن” في 3 مايو 2012، كمركز بحثي مستقل، يهدف إلى دراسة الحدث البحريني، والعوامل المؤثرة فيه، ومآلاته المستقبلية.
ويشتغل المركز بإعداد ونشر البحوث والدراسات، وتنظيم حلقات النقاش في الشأن البحريني، في المجالات الاستيراتيجية: سياسيا، اقتصاديا، وأمنيا، وما يتصل بعلاقات البحرين الخليجية والعربية والإقليمية والدولية. ويشجع المركز النقاشات والحوارات في الشأن البحريني، ويسعى إلى زيادة اهتمام الباحثين وصناع القرار والفاعلين في الرأي العام وتحفيزهم على تناول الأبعاد المختلفة للمسألة البحرينية.

## شبكة أنا بحريني
أسس مع ناشطين آخرين شبكة أنا بحريني المعنية بقضايا المواطنين البحرينيين الذين قامت السلطات الحاكمة في البحرين بسحب جنسياتهم، في السنوات التي أعقبت اعتصامات دوار اللؤلؤة الشهيرة. وتعمل الشبكة على أرشفة كل ما نشر عن المواطنين المسحوبة جنسياتهم، بما في ذلك قوائم المتضررين، والموقف الحكومي الرسمي، وموقف المنظمات الدولية التي أدانت عمليات الاسقاط غير الأخلاقية، فضلا عن الآراء في هذا الشأن.